# Neusiedl am See
Neusiedl am See est une ville autrichienne, située dans le Burgenland, dont elle est le centre administratif.